# John D. Anderson (Ingenieur)

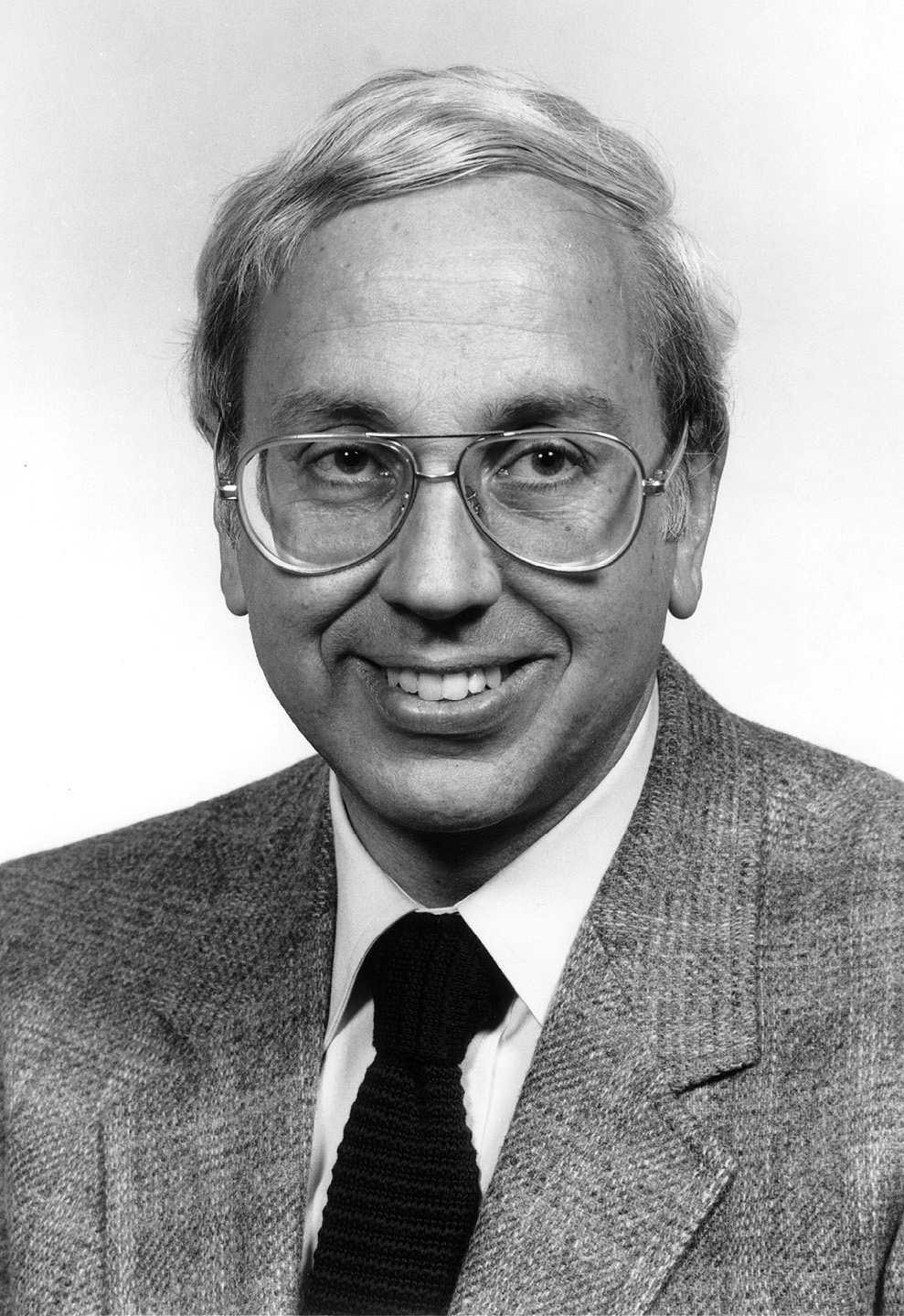
John D. Anderson

John D. Anderson jr. (* 1. Oktober 1937 in Lancaster, Pennsylvania) ist ein US-amerikanischer Ingenieur.
Er absolvierte sein Studium an der Universität von Florida und graduierte 1957 mit Auszeichnung zum "Bachelor of Aeronautical Engineering". Von 1959 bis 1962 arbeitete er zunächst am Aerospace Research Laboratory/Wright-Patterson Air Force Base als Wissenschaftler im Rang eines Leutnants. In den Jahren 1962 bis 1966 besuchte er die Ohio State University und erlangte den akademischen Grad des "Ph.D. in Aeronautical and Astronautical Engineering".
Darauf trat er 1966 dem Naval Ordnance Laboratory bei und leitete die Gruppe Überschall. Im Jahr 1980 wurde auf eine Professur für Luft- und Raumfahrttechnik an der Universität Maryland berufen. 1986–1987 hatte er den Charles Lindbergh Chair am National Air and Space Museum der Smithsonian Institution inne. Zusätzlich zu seiner Professur wurde er 1993 Mitglied des "Committee for the History and Philosophy in Science" sowie 1996 Mitglied der Fakultät Geschichtswissenschaften der Universität Maryland.
Im Jahr 1999 zog er sich in den Ruhestand zurück, obgleich er der Universität Maryland weiterhin als Professor Emeritus verbunden ist.
Derzeit ist er Kurator für Aerodynamik am National Air and Space Museum, Smithsonian Institution.

## Veröffentlichungen
John D. Anderson Jr. ist Autor von mehr als 120 wissenschaftlichen Fachbeiträgen im Bereich der Aerodynamik, Gasdynamik, Computational Fluid Dynamics und anderen Gebieten. Weiterhin ist er Autor verschiedener Lehrbücher:
- Gasdynamic Lasers – An Introduction, (Academic Press, 1976).
- Introduction to Flight, (McGraw-Hill, 1978, 1984, 1989, 2000, 2005).
- Modern Compressible Flow, (McGraw-Hill, 1982, 1990, 2003).
- Fundamentals of Aerodynamics, (McGraw-Hill, 1984, 1991, 2001).
- Hypersonic and High Temperature Gas Dynamics, (McGraw-Hill, 1989).
- Computational Fluid Dynamics – Basics with Applications, (McGraw-Hill, 1995).
- Aircraft Performance and Design, (McGraw-Hill, 1999).
- A History of Aerodynamics and Its Impact on Flying Machines, (Cambridge University Press, 1997).
- The Airplane: A History of Its Technology, (American Institute of Aeronautics and Astronautics, 2003).
- Inventing Flight, (Johns Hopkins University Press, 2004).

| Personendaten    | Personendaten                |
| ---------------- | ---------------------------- |
| NAME             | Anderson, John D.            |
| ALTERNATIVNAMEN  | Anderson, John David         |
| KURZBESCHREIBUNG | US-amerikanischer Ingenieur  |
| GEBURTSDATUM     | 1. Oktober 1937              |
| GEBURTSORT       | Lancaster, Pennsylvania, USA |